# Aeschynanthus batesii
Aeschynanthus batesii är en tvåhjärtbladig växtart som beskrevs av Mendum. Aeschynanthus batesii ingår i släktet Aeschynanthus och familjen Gesneriaceae. Inga underarter finns listade i Catalogue of Life.